# Globe of the Great Southwest
Il Globe of the Great Southwest è un teatro situato a Odessa, in Texas. È una replica del Globe Theatre di Londra e ogni estate vede le rappresentazioni delle opere di William Shakespeare.
La prima idea di costruire un teatro simile fu concepita negli anni cinquanta in una scuola superiore locale. Successivamente venne messa in pratica e la costruzione iniziò nel 1958. Il teatro fu completato nel 1968 e nello stesso anno iniziò la propria attività.